# 语言类型学
语言类型学（linguistic typology），语言学的分支学科，研究不同语言的特征并通过这些特征而对其进行分类的一個科學。其理念是相信只有经过跨语言的比较研究才能了解人类语言的本质，并不相信通过对于单一语言的深入研究能达到这一目的。
还有学者将其看作是语言学的一个学派，或功能语言学的一部分。与历史比较语言学相比，语言类型学并不关注各种语言的历史渊源及相互间的亲源关系，而只关注于不同语言间的共性特征。

## 外部連結
- Association for Linguistic Typology（页面存档备份，存于）
- Plank, F. Themes in Typology: Basic Reading List.
- Bickel, B. (2001). What is typology? - a short note. （页面存档备份，存于）
- Bickel, B. (2005). Typology in the 21st century: major developments. （页面存档备份，存于）
- Linguistic typologyPDF（275 KiB） , chapter 9 of Halvor Eifring & Rolf Theil: Linguistics for Students of Asian and African Languages（页面存档备份，存于）
- World Atlas of Language Structures（页面存档备份，存于）